# ランセス・バルテレミー
ランセス・バルテレミー（Rances Barthelemy、男性、1986年6月25日 - ）は、キューバのプロボクサー。アローヨ・ナランホ出身。元IBF世界スーパーフェザー級王者。元IBF世界ライト級王者。世界2階級制覇王者。
兄はアテネオリンピックライトフライ級金メダリストのヤン・バルテレミー。トレーナーはホルヘ・リナレスのトレーナーを務めるイスマエル・サラス。

## 来歴
キューバから亡命しアメリカ合衆国に移住し、現在はフロリダ州マイアミに活動拠点がある。

### アマチュア時代
アマチュア時代は特に目立った戦績は残していない。
2009年5月、ナショナル･ゴールデン･グローブスにライト級(60kg)で出場するが2回戦で敗退。

### プロ時代
2009年8月8日、プロデビューを果たし初回14秒KO勝ち。デビュー戦を衝撃の超最速KOで飾った。
2013年1月4日、フロリダ州マイアミのマジック・シティ・カジノで、アラシュ・ウスマニーとIBF世界スーパーフェザー級2位決定戦を行い、序盤は左ジャブを有効に当て試合を優勢に進めていたものの、終盤にウズマニーの攻勢を許し劣勢を強いられ、12回にはKO負け寸前まで追い詰められたが、12回3-0 (115-113、116-112、116-112) の判定勝ちを収めIBF世界スーパーフェザー級ランキング2位の座を獲得した。
2013年6月21日、ミネソタ州ミネアポリスのコンベンションセンターで、IBF世界スーパーフェザー級王者のアルヘニス・メンデスへの挑戦権を懸けてファーサイ・サックリーリンと対戦した。2回に左のボディーショットを放つとファーサイは崩れ落ち、そのままカウントアウトで試合終了。2回1分26秒KO勝ちを収め、メンデスへの挑戦権獲得に成功した。
2014年1月3日、ミネアポリスのターゲット・センターにて、IBF世界スーパーフェザー級王者のアルヘニス・メンデスに挑戦し、2回2分59秒KO勝ちを収め王座獲得に成功した。しかしKOパンチは2ラウンド終了のゴングが鳴った後に放たれたものであるとしてメンデスがミネソタ州格闘スポーツ局へ提訴、これが認められ試合結果はノーコンテストに変更され、メンデスは王座残留という形となった。
2014年7月10日、フロリダ州マイアミのアメリカン・エアライン・アリーナに舞台を変えてIBF世界スーパーフェザー級王者のアルヘニス・メンデスとの再戦。9回と10回にローブローで1点ずつ減点されるアクシデントに見舞われるも、12回3-0（3者とも115-111）の判定勝ちを収め王座獲得に成功した。
2014年10月4日、コネチカット州レッドヤードのフォックスウッズ・リゾート・カジノ内にあるMGMグランド・アット・フォックスウッズでIBF世界スーパーフェザー級3位のフェルナンド・ダビッド・サウセドと対戦。12回3-0（3者とも120-108）の判定勝ちを収めIBF王座の初防衛に成功した。
2015年2月10日、IBF世界スーパーフェザー級王座を返上した。
2015年6月21日、ネバダ州ラスベガスのMGMグランド・ガーデン・アリーナでアントニオ・デマルコとスーパーライト級契約戦で対戦。4回にダウンを奪い、9回にはバルテレミーがローブローで減点されるも、3-0の判定で勝利を収めた。
2015年12月18日、パームス内ザ・パールでミッキー・ベイの王座返上に伴いデニス・シャフィコフとIBF世界ライト級王座決定戦を行い、12回3-0（2者が116-112、119-109）の判定勝ちを収めスーパーフェザー級に続き2階級制覇を達成した。
2016年6月3日、フロリダ州ハリウッドのセミノール・ハードロック・ホテル・アンド・カジノ内ハード・ロック・ライブで元IBF世界ライト級王者でIBF世界ライト級11位のミッキー・ベイと対戦し、12回2-1（117-110、110-117、116-110）の判定勝ちを収めIBF王座の初防衛に成功した。
試合後の6月5日、バルテレミーはIBF世界ライト級1位で指名挑戦者のリチャード・カミーと指名試合を行わない意向を示しIBF世界ライト級王座を返上した。
2017年5月20日、メリーランド州オクソン・ヒルのMGMナショナル・ハーバー内ザ・シアターでWBA世界スーパーライト級1位のキリル・レリクとWBA世界スーパーライト級挑戦者決定戦を行い、12回3-0（116-110、115-111、117-109）の判定勝ちを収めジュリアス・インドンゴへの挑戦権獲得に成功した。
2017年5月25日、WBAは上述のキリル・レリクとの間で行われたWBA世界スーパーライト級挑戦者決定戦の採点に問題があるとしてバルテレミーとレリクに対し再戦するよう指令を出した。
2018年3月10日、テキサス州サンアントニオのフリーマン・コロシアムに舞台を変えてWBA世界スーパーライト級2位のキリル・レリクとWBA世界スーパーライト級王座決定戦を行い、プロ初黒星となる12回0-3（110-117、109-118×2）の判定負けを喫しスーパーフェザー級、ライト級に続く3階級制覇に失敗、10ヵ月ぶりの再戦で前戦の借りを返された。
2019年4月27日、ラスベガスのザ・コスモポリタンにてロバート・イースター・ジュニアとWBA世界ライト級正規王座決定戦で対戦するも引き分けとなった。この試合でイースターとバルテレミーそれぞれ25万ドル（約2700万円）のファイトマネーを稼いだ。

## 獲得タイトル
- UBOインターナショナルライト級王座
- IBF世界スーパーフェザー級王座（防衛1=返上）
- IBF世界ライト級王座（防衛1=返上）